# Playa Santiago
Para otros usos véase Playa de Santiago

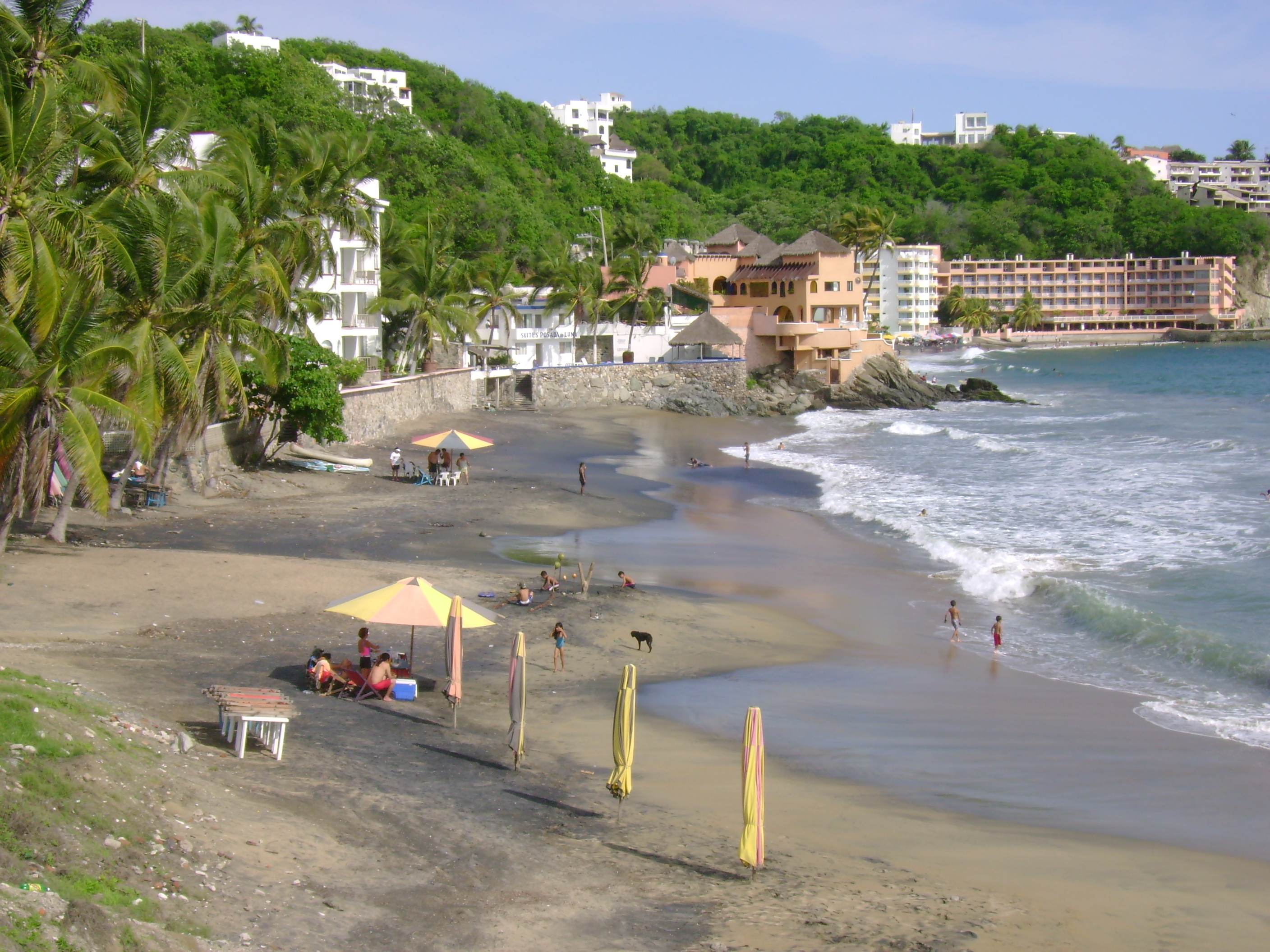
Playa de Santiago.

La Playa Santiago (a veces conocida como "el muelle") se encuentra en el municipio de Manzanillo, en Colima, México. Esta playa, como su nombre lo indica se encuentra en la Bahía de Santiago, que cuenta con arena fina y oleaje un tanto tranquilo, por lo que es ideal para la familia, jugar en la playa o nadar, aunado con el paisaje tropical del entorno se combina con el paisaje turístico con los que cuentan con servicios de hospedaje en sus alrededores, como lo es la delegación Santiago.
- Datos: Q9060629